# Frederick Seitz
Frederick Seitz (São Francisco, 4 de julho de 1911 — Nova Iorque, 2 de março de 2008) foi um físico estadunidense. Foi pioneiro na física do estado sólido. Era um cético do aquecimento global antropogênico. Em 2008, colaborou para o relatório do NIPCC (Painel Não Governamental Internacional sobre Mudanças Climáticas).